# Монятыче-Колёнья
Монятыче-Колёнья (пол. Moniatycze-Kolonia, укр. Монятиче-Колонія) — село в Польше, в гмине Хрубешув, в Люблинском воеводстве, недалеко от границы с Украиной. Находится в 8 км от Хрубешува и в 100 км от центра воеводства Люблина. В деревне проживает 171 человек.
Сразу после Второй мировой войны польское правительство приняло решение избавиться от украинского населения. Почти все украинцы в ходе операции «Висла» были либо убиты, либо выселены. Со временем некоторые украинцы вернулись, а другие так и остались рассеянными по миру.